# Corydoras aurofrenatus
Corydoras aurofrenatus és una espècie de peix de la família dels cal·líctids i de l'ordre dels siluriformes.

## Distribució geogràfica
Es troba a Sud-amèrica: riu Paraguai.